# Bukwałd
Bukwałd (niem. Groß Buchwalde) – wieś w Polsce położona w województwie warmińsko-mazurskim, w powiecie olsztyńskim, w gminie Dywity.
W latach 1954–1959 wieś należała i była siedzibą władz gromady Bukwałd, po jej zniesieniu w gromadzie Jonkowo. W latach 1975–1998 miejscowość administracyjnie należała do województwa olsztyńskiego.
Wieś  warmińska położona w pagórkowatym krajobrazie polodowcowym nad Jeziorem Bukwałdzkim. Od północnego wschodu miejscowość otaczają lasy, a w odległości ok. 3 km znajduje się osada leśna Bukowina, zwana też Bukami.
W Bukwałdzie znajduje się szkoła podstawowa, przedszkole oraz świetlica. Na boisku szkolnym oraz na terenie nad jeziorem i przy remizie strażackiej organizowane są spotkania towarzyskie i dyskoteki. Dawniej organizowano koncerty symfoniczne, konkursy recytatorskie, kursy i warsztaty rękodzieła, przygotowywano przedstawienia w ramach zespołu teatralnego, w szkole znajdowała się izba pamięci, we wsi działało młodzieżowe schronisko turystyczne.

## Historia
W czasach przedkrzyżackich była tu osada pruska. Wieś lokowano w dniu 16 września 1344 na terenie leśnym, na terenie wcześniejszego osadnictwa plemion pruskich. W ponownym przywileju z 1352 wieś lokowano na 40 włókach na prawie chełmińskim, dokument wystawiony dla Henryka syna wójta  kapituły warmińskiej Ernesta w Wopów koło Pieniężna. Zasadźca otrzymał 5 włók wolnych od czynszu, na prawie chełmińskim oraz dodatkowo włoka na powiększenie stawu wiejskiego. Spadkobiercy zobowiązani zostali do jednej służby zbrojnej konno.
W dokumentach wieś zapisywano jako Buchwalt (1338), Buchawld (1615), Buchwalde (1656), a w drugiej połowie XIX w. zarówno Buchwalde, jak i nazwę polską Bukwałd.
W 1789 Bukwałd określono jako wieś królewską z 34 dymami (domami). Z kolei w 1910 r. była to gmina wiejska, obejmująca wieś, jak i stację kolejową. Łącznie gmina obejmowała 864 ha, 94 zamieszkane budynki z 141 gospodarstwami, w której zamieszkiwało 655 osób, w tym 632 katolików (podległych parafii w Brąswałdzie) i 63 ewangelików (parafia w Olsztynie).
Szkoła elementarna we wsi powstała przed 1820. Pierwszym nauczycielem był Ignacy Trzciński, syn nauczyciela z Redykajn. W 1925 uczyło się w szkole 31 dzieci. Z dokumentów wizytacyjnych wynika, ze tylko kilkoro dzieci mówiło po niemiecku, natomiast wszystkie potrafiły czytać i pisać po polsku. W plebiscycie w 1920 za przynależnością do Polski w Bukwałdzie oddano 50 głosów. W tym okresie działało tu Towarzystwo Młodzieży, koło Związku Polaków w Niemczech (należeli do niego Jan Andrzejkiewicz i Antoni Kołodziejski). Z Bukwałdu pochodził Franciszek Kellmann (1898-1945), działacz warmiński, uczestnik akcji plebiscytowej, w latach 1920-1936 pracownik polskich konsulatów w Olsztynie i Ełku, współzałożyciel Związku Towarzystw Młodzieży w Prusach Wschodnich i Hufca Wschodniopruskiego ZHP w Niemczech, pracownik Bibliotek Czytelni Ludowych. Później został uwięziony w Hohenbruch, zwolniony za względu na ciężkie inwalidztwo z I wojny światowej. Zginął tragicznie pod koniec II wojny światowej.
W 1925 obszar uprawny wsi powiększono do 1741 ha. W tym czasie w Bukwałdzie zamieszkiwało 695 osób (632 katolików i 63 ewangelików).
W miejscowości jest przystanek kolejowy Bukwałd.
Obecnie miejscowość zamieszkana jest przez 328 osób, a funkcję sołtysa sprawuje Bogumiła Brewka.

## Zabytki i atrakcje
- Kaplica neoromańska pw. św. Józefa, położona na pagórku w środku wsi. Jest to kilkakrotnie rozbudowywana kapliczka z XIX wieku. Zbudowana została jako wotum za uratowanie życia córki leśniczego, ugryzionej przez żmiję. Wystawił ją narzeczony, spełniając śluby złożone Bogu, gdy dziewczyna walczyła ze śmiercią. Pierwsza, oryginalna kapliczka po ponad wieku została rozbudowana przez mieszkańców wsi w 1858. Inicjatorem odnowienia i rozbudowy byli: Jan Biernatowski i Jakub Pamsa. Kaplica ta przetrwała do 1930. W tym roku dobudowano drugą część w celu powiększenia. Pracami kierował miejscowy rolnik Franciszek Bogdański. Wieża na planie prostokąta z ostrosłupowym hełmem, nawa zakończona szczytem schodkowym, jej przedłużeniem jest prostokątne prezbiterium, pod nim kapliczka[5]. Ołtarz, umiejscowiony w kaplicy, posiada w obraz św. Józefa z Jezusem i św. Augustyna i pochodzi z ok. połowy XVII w. Przy kaplicy co roku przy odpuście św. Józefa uroczyście spotykano pielgrzymkę (warmińska łosiera).
- Krzyż wystawiony przez ojca wyżej wspomnianej dziewczyny, w miejscu, gdzie spotkało została ukąszona przez żmiję. Pierwszy drewniany krzyż stał aż do 1931, W tym czasie był on zmurszały i spróchniały. W 1931 krzyż ten został odnowiony i poświęcony przez proboszcza z Brąswałdu, ks. Alojzego Moritza.
- Duży krzyż z 1957 r., umiejscowiony w najwyższym miejscu, przy bocznej ulicy, przy którym każdego roku przy odpuście św. Józefa uroczyście spotykano pielgrzymkę.

## Kultura
W Bukwałdzie działa Ośrodek Rehabilitacji Dzikich Ptaków-Fundacja Albatros, Fundacja „Prymus” oraz Stowarzyszenie Przyjaciół Wsi Bukwałd.
Od 2016 roku Stowarzyszenie Przyjaciół Wsi Bukwałd realizuje projekt „Bukwałd - Wioska gręplarska pachnąca ziołami”, w ramach którego organizowane są różnorodne warsztaty dla dzieci i dorosłych. W miejscowości funkcjonuje świetlica wiejska. Co roku we wsi odbywa się Sobótka Bukwałdzka.  

## Turystyka
- Gospodarstwo agroturystyczne Strusiolandia.
- Szlak rowerowy o długości 17 km – przebieg trasy: Cerkiewnik – Barkweda – Bukwałd – Różynka – Cerkiewnik.
- Szlak rowerowy o długości 26,5 km – przebieg trasy: Dywity – Bukwałd – Spręcowo – Różnowo – Dywity.
- Szlak pieszy o długości 42 km – przebieg trasy: Olsztyn – Brąswałd – most nad sztucznym korytem Łyny – Barkweda – Bukwałd – Cerkiewnik – Głotowo – Dobre Miasto – Smolajny[10].

## Ludzie związani z miejscowością
- Franciszek Kellmann (1898-1945), urodzony w Bukwałdzie, działacz warmiński, uczestnik akcji plebiscytowej w 1920 r., pracownik polskich konsulatów w Olsztynie i Ełku (w latach 1920-1936), współzałożyciel Związku Towarzystw Młodzieży w Prusach Wschodnich i Hufca Wschodniopruskiego ZHP w Niemczech, pracownik Bibliotek Czytelni Ludowych. Uwięziony w obozie w Hohenbruch, został zwolniony ze względu na ciężkie inwalidztwo z czasów I wojny światowej. Zginął tragicznie pod koniec II wojny światowej.

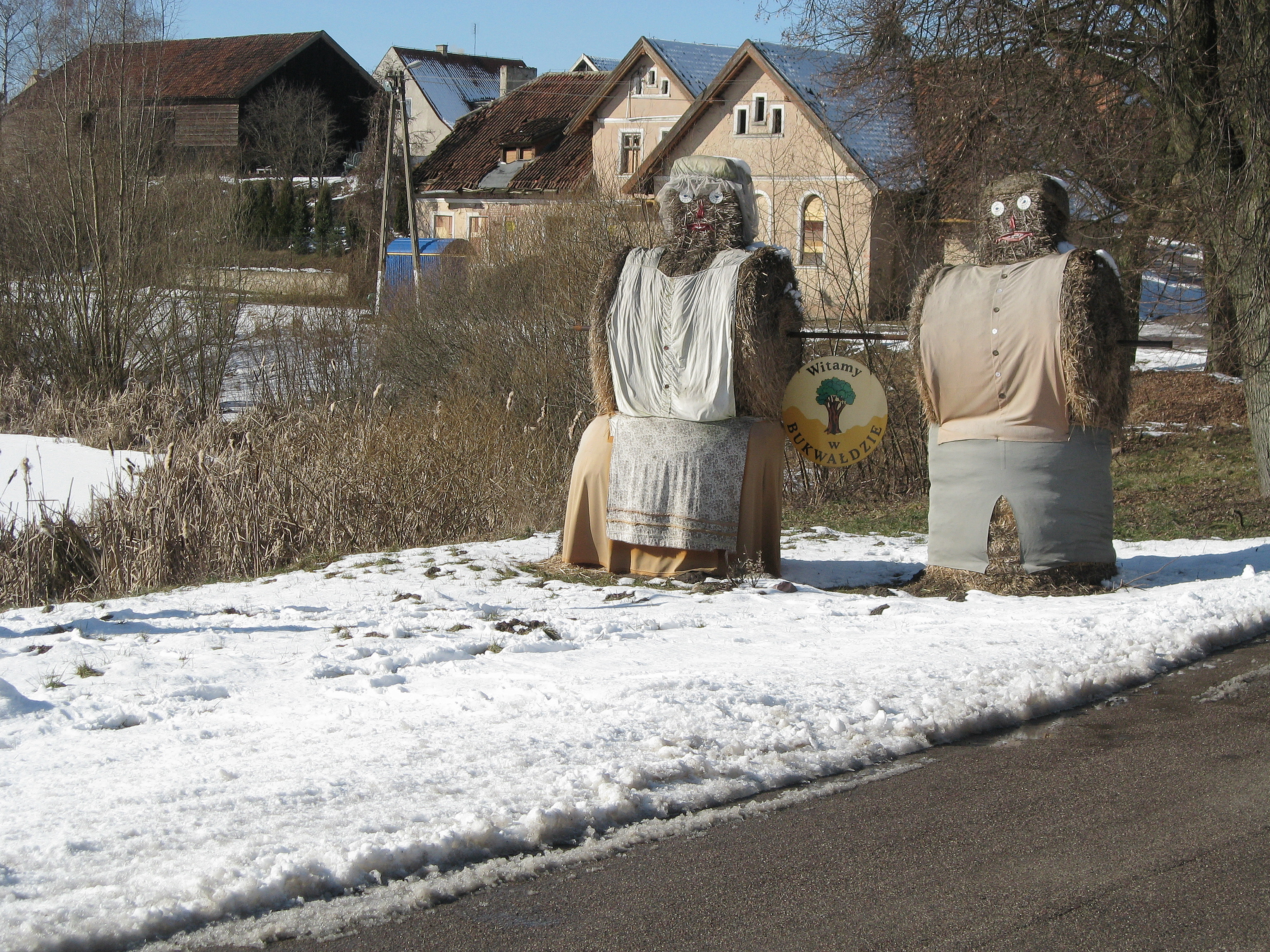
Figury w Bukwałdzie
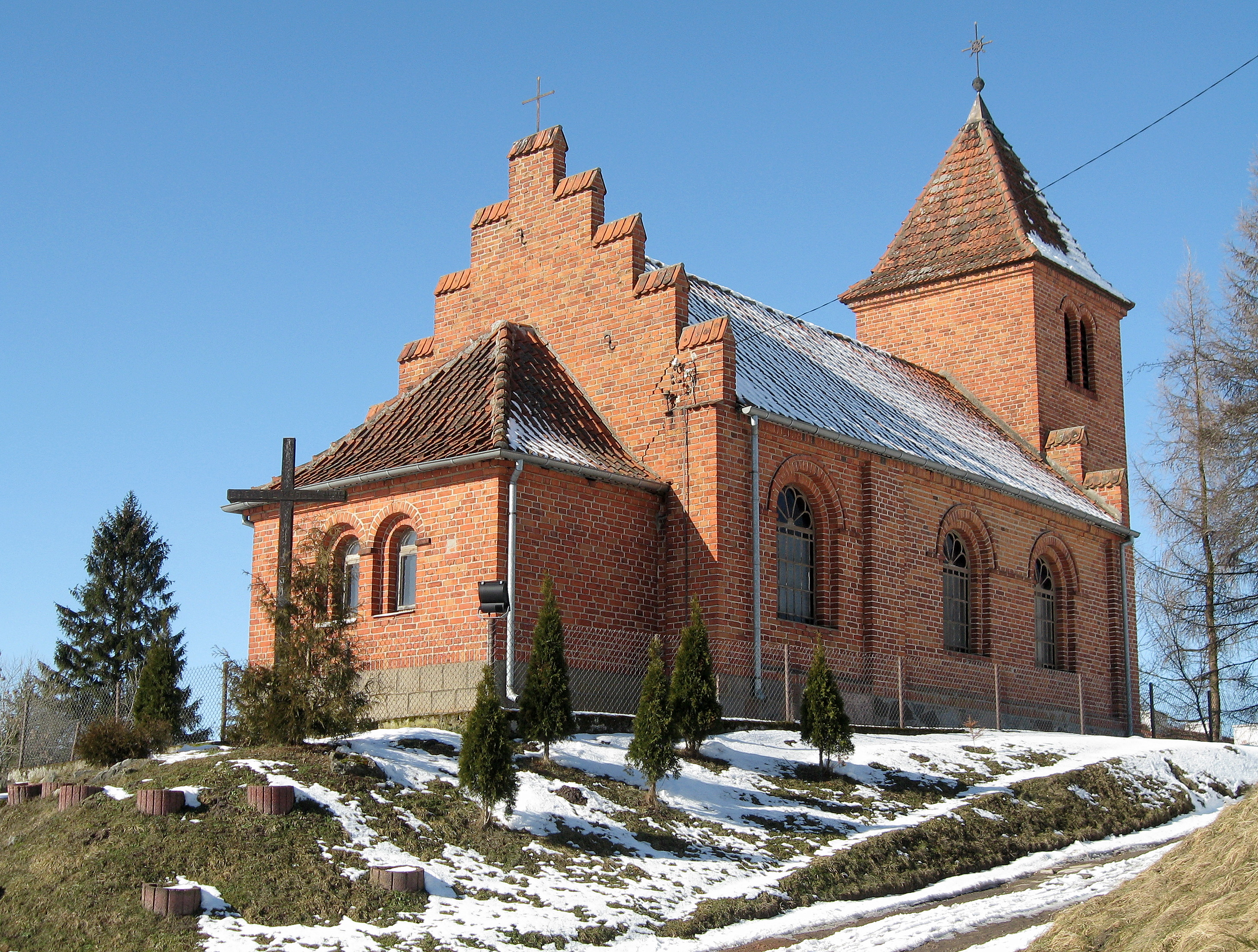
Kaplica św. Józefa w Bukwałdzie
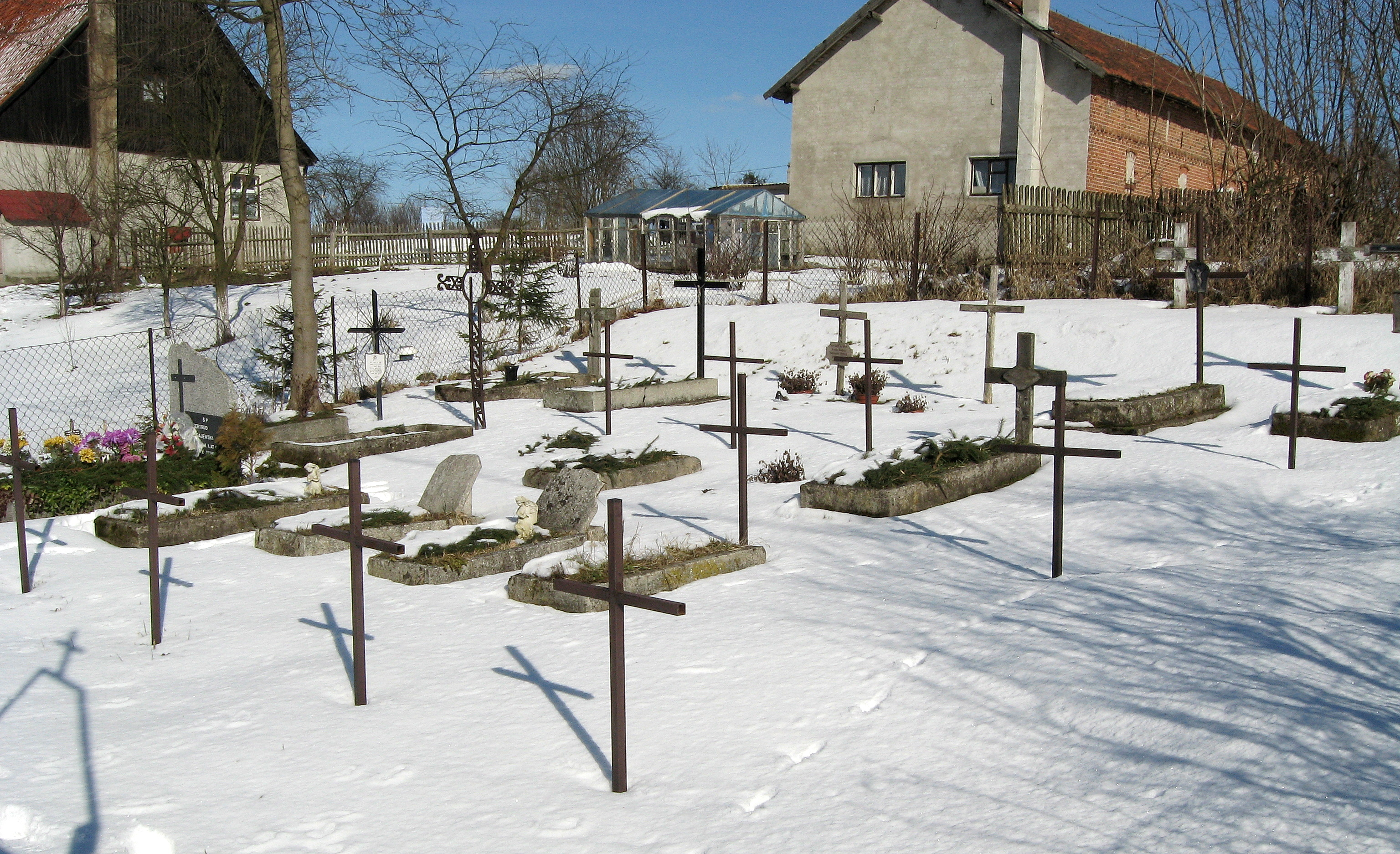
Wiejski cmentarzyk w Bukwałdzie z 1945
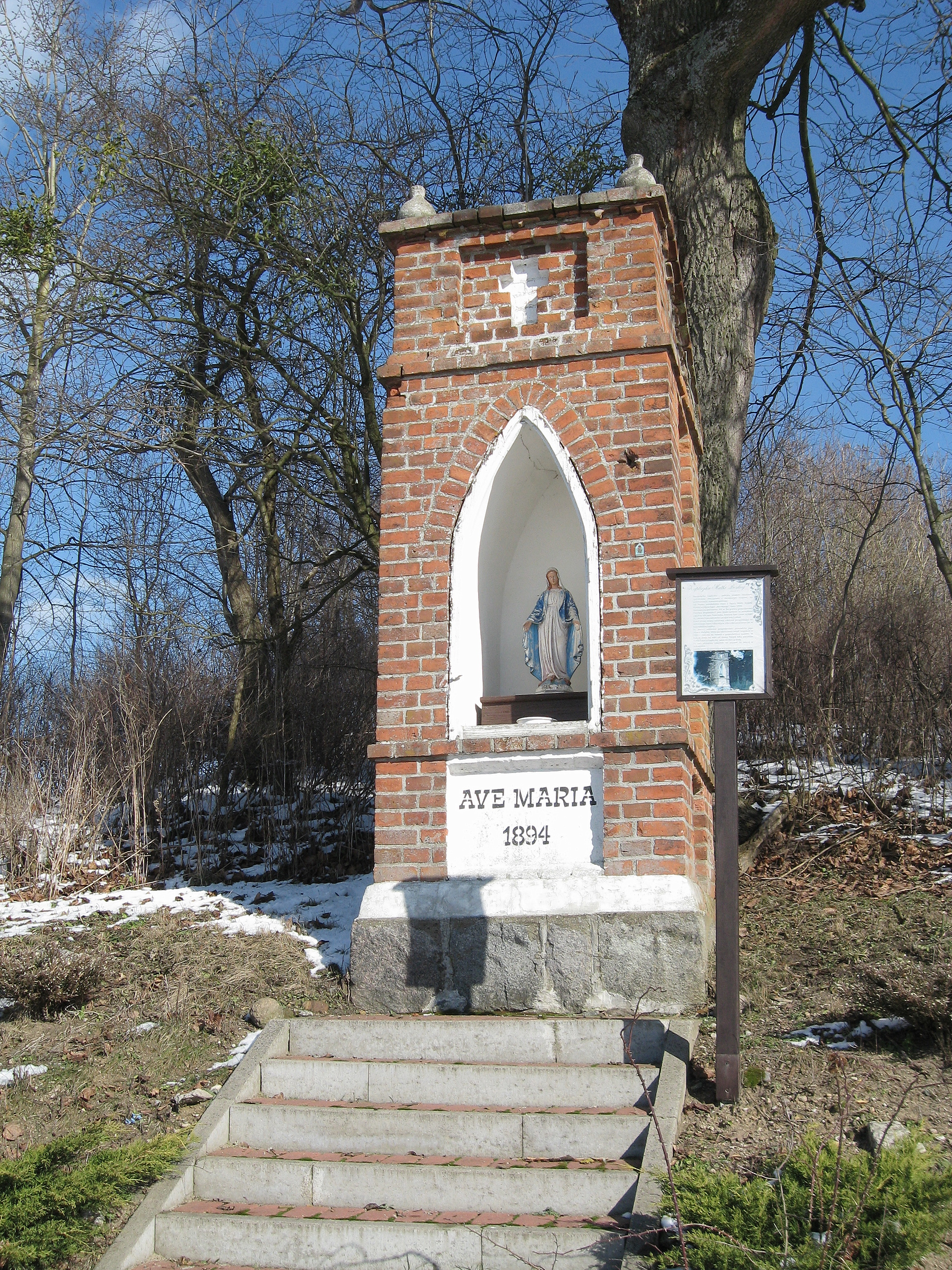
Kapliczka maryjna w Bukwałdzie